# Áttila
Áttila, właśc. Áttila de Carvalho (ur. 16 grudnia 1910 w Rio de Janeiro, zm. ?) – brazylijski piłkarz grający na pozycji napastnika.
Áttila karierę piłkarską rozpoczął w 1928 roku w klubie America Rio de Janeiro, w którym grał do 1932 roku. W 1931 roku zdobył z Ameriką mistrzostwa stanu Rio de Janeiro – Campeonato Carioca. W 1933 przeszedł do Botafogo FR, w którym grał do 1934 roku. Z Botafogo zdobył mistrzostwo stanu Rio de Janeiro – Campeonato Carioca w 1934. W klubie z Padwy grał do 1937 roku, po czym opuścił Włochy i wrócił do Brazylii. W Brazylii ponownie grał w Botafogo, gdzie skończył karierę w 1938 roku.
W 1934 Áttila pojechał z reprezentacją Brazylii do Włoch na mistrzostwa świata, jednakże nie zagrał w jedynym, przegranym meczu przeciwko Hiszpanii. Nie zadebiutował w reprezentacji w meczu międzypaństwowym. Jedynymi jego występami w reprezentacji były mecze przeciwko drużynom klubowym, bądź też regionom. W takich spotkaniach wystąpił 8 razy i strzelił 7 bramek.